# Interpretacja Pisma Świętego w Kościele katolickim
Interpretacja Pisma Świętego w Kościele katolickim – dokument Papieskiej Komisji Biblijnej na temat sposobów i metod interpretacji Biblii w Kościele Katolickim. Ukazał się w 23 kwietnia 1993 roku.
Wybrana data nie była przypadkowa: zbiegała się w czasie z setną rocznicą wydania encykliki Providentissimus Deus Leona XIII (18 listopada 1893 r.) oraz z pięćdziesiątą encykliki Divino afflante Spiritu Piusa XII (30 września 1943) – dwoma ważnymi dokumentami dla rozwoju katolickiej egzegezy biblijnej. Starano się w ten sposób nawiązać do dobrej tradycji i rozwinąć wątki zapoczątkowane w poprzednich dokumentach.
W ciągu XX wieku nauki biblijne doznały ogromnego i bardzo zróżnicowanego rozwoju. Nowy dokument starał się odpowiedzieć na te aktualne problemy przedstawiając panoramę współczesnych metod pracy nad Biblią, lecz określając jednocześnie ich rozsądne granice.
Składa się on z czterech rozdziałów. Pierwszy obejmuje krótki opis współczesnych metod oraz sposobów czytania i interpretowania Pisma Świętego. Drugi wchodzi w bardziej specyficzny świat hermeneutyki, tj. teoretycznych kryteriów interpretacji tekstu natchnionego. Trzeci zwraca uwagę na aspekty charakterystyczne dla katolickiej interpretacji Biblii w kontekście relacji z innymi dyscyplinami teologicznymi. Wreszcie ostatni rozdział podaje zasady aktualizacji Słowa Bożego oraz mówi o roli Biblii w życiu współczesnego Kościoła.
Cechy charakterystyczne dokumentu to m.in.:
- otwartość:  dopuszcza on różne metody analizowania tekstu, nawet te wzbudzające pewne kontrowersje; egzegeza katolicka, opierając się na badaniach historyczno-krytycznych, uwolnionych jednak od założeń filozoficznych i innych przeciwnych prawdzie naszej wiary, powinna wykorzystać wszystkie aktualne metody, poszukując w każdej „ziarna Słowa”;
- równowaga: próba harmonizacji podejścia diachronicznego i synchronicznego, które powinny się uzupełniać;
- umiarkowanie: egzegeza katolicka nie powinna skupiać się ani na ludzkich aspektach objawienia biblijnego (co jest niekiedy błędem metody historyczno-krytycznej), ani nie ograniczać się jedynie do aspektów Boskich (jak chce tego fundamentalizm), ale powinna dążyć do tego, by równoważyć jedno i drugie.

Z drugiej strony takie luźne i zdawałoby się, niezobowiązujące podejście, budziło też różne wątpliwości wśród różnych katolickich komentatorów.
Punktem odniesienia dla egzegezy chrześcijańskiej powinno być „Wcielenie Syna Bożego”, najdoskonalszy obraz działania Boga w tym, co ludzkie. Tak samo w Piśmie Świętym w słowach ludzkich wyraża się Słowo Boże – odkrywanie tej tajemnicy jest należy do całego Kościoła i jest szczególnym zadaniem tych, którzy poświęcają swoje życie pracy nad Biblią.
Oryginalny dokument ukazał się w języku francuskim. Polscy bibliści nie byli do końca zgodni w szczegółach interpretacji dokumentu, dlatego istnieją 3 różne jego  tłumaczenia na język polski:
- Papieska Komisja Biblijna, Interpretacja Biblii w Kościele. Dokument Papieskiej Komisji Biblijnej z komentarzem biblistów polskich (Rozprawy i Studia Biblijne 4), red. Rubinkiewicz R., Warszawa: Vocatio 1999.
- Papieska Komisja Biblijna, Interpretacja Pisma Świętego w Kościele. Przemówienie Ojca świętego Jana Pawła II oraz Dokument PKB, tłum. K. Romaniuk, Poznań: Pallottinum 1994.
- Papieska Komisja Biblijna, Interpretacja Biblii w Kościele. Tekst studyjny, tłum. D. Piekarz Z badań nad Biblią. Prace Katedry Teologii i Informatyki Biblijnej Wydziału Teologicznego Papieskiej Akademii Teologicznej, nr 2, Kraków 1998, 107–189.